# Cine Militante en México

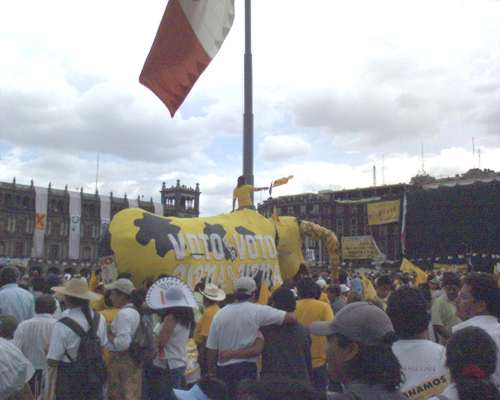
Protestas poselectorales en el Zócalo de la Ciudad de México

El cine militante o tercer cine es el estudio de la memoria colectiva sociocultural de protesta en el cine. La mayoría de las películas del cine militante son documentales, ya sean largometrajes o cortos.

## Historia

### Inicios
El cine militante se creó ante la necesidad de un cambio, estos documentales, usualmente han sido filmados con muy poco presupuesto, clandestinamente y con miedo.
Dice Carlos Vallina: “Para nosotros, el tema comportaba una fuerte confrontación. Se vivía con el temor a la tortura y yo, en particular, le tenía un miedo terrible. Miedo que no tenía que ver solo con el sufrimiento físico, sino también con la posibilidad horrorosa de verme quebrado, de traicionar a través de la tortura. Yo no tenía, no tengo, la menor confianza en mi resistencia física. Ahí estaba el mayor temor” (Martín Peña, 2021)

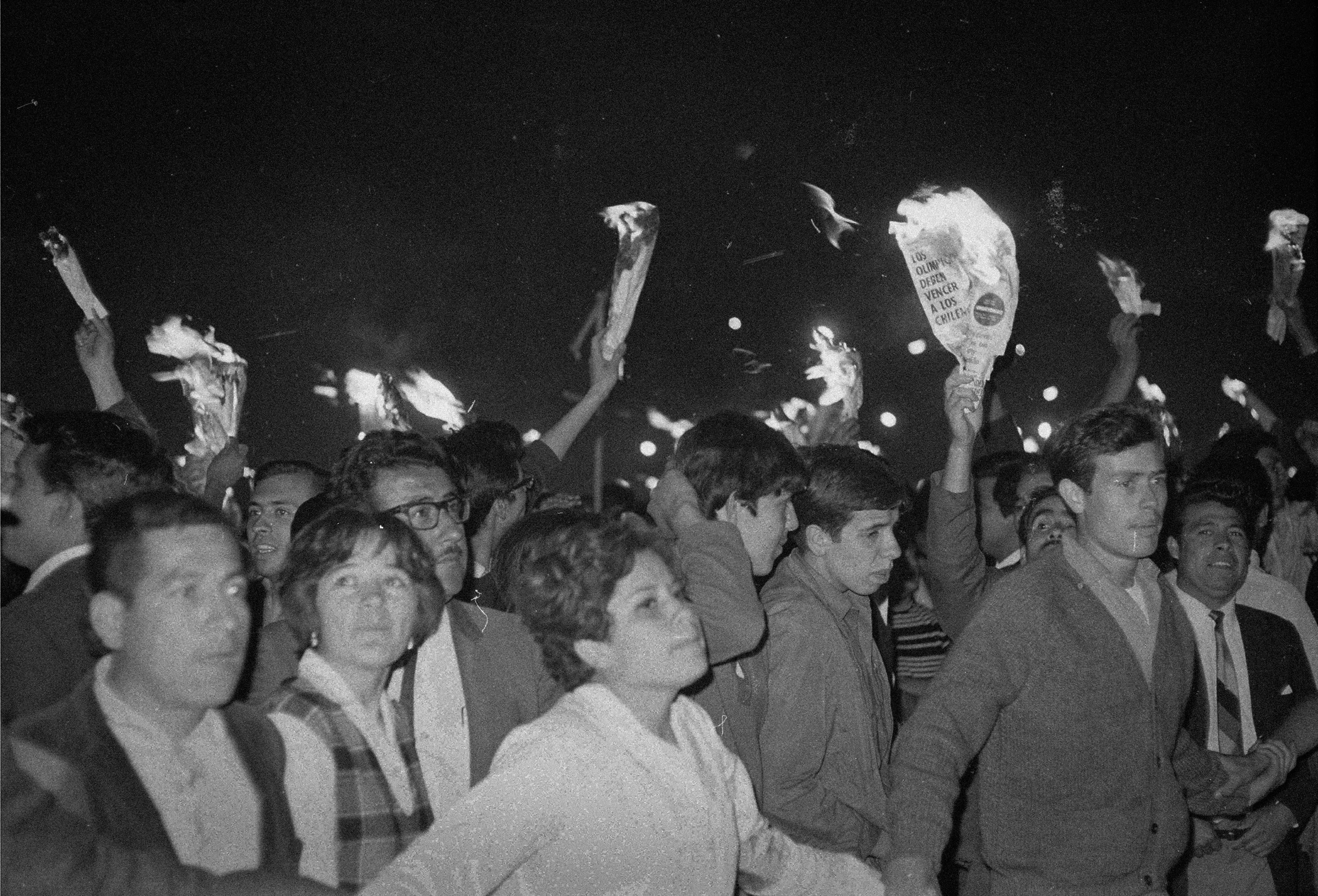
Movimiento estudiantil de 1968

En México el movimiento estudiantil de 1968 fue lo que dio origen a un cine vinculado a la militancia.  El día de la huelga varios profesores de la UNAM decidieron participar con tres cámaras de 16 milímetros, filmaron alrededor de 8 horas, con la meta de romper el control que el gobierno tenía sobre la prensa. 120 minutos conformaron el documental El grito, México 1968, fue el primer largometraje del Centro Universitario de Cinematografía (CUEC), actual Escuela Nacional de Artes Cinematográficas.
El Consejo Nacional de Huelga (CNH) organismo que conducía el movimiento estudiantil, encargo la realización de diversos comunicados de ese día, fueron 4 que en su mayoría contenían fotos fijas y la banda sonora fue utilizada para transmitir la emotividad de la huelga.
El cineasta independiente Óscar Menéndez hizo filmaciones para CNH y con esto creó varios filmes: el corto documental Únete pueblo de 1968, los largometrajes documentales 2 de octubre, aquí México de 1970 e Historia de un documento de 1971 que presenta testimonios e imágenes de archivo del movimiento estudiantil.

### Nuevas formas de documentar
A mediados de los años 80 se vio un cambio en la forma de contar historias y se volvieron mas cercanas a los acontecimientos, ya que el cineasta pedía que la cámara fuera prestada al sujeto que pretendía observar. Así en Tejiendo mar y viento (1987) de Teófila Palafox, Luis Lupone Fasano y Alberto Bacerrin es un documental sobre el primer Taller de Cine Indígena, impartido a mujeres artesanas de San Mateo del Mar, Oaxaca. Y de este ejercicio salieron otros documentales de Teófila Palafox como; La vida de una familia Ikoods (1988), Las ollas de San Marcos (1995) y  Curaciones Ikoods (1995).

## Colectivos de Cine militante
- Colectivo Cine Mujer
- Cooperativa de Cine Marginal
- Grupo Contrainformación
- Grupo Cine Testimonio
- Colectivo de la Universidad de Puebla

## Tabla de películas militantes de México
|               | Nombre                          | Director                                               | Año de estreno | Sinopsis | Vinculación con México                                                                             |
| ------------- | ------------------------------- | ------------------------------------------------------ | -------------- | --- | -------------------------------------------------------------------------------------------------- |
| Películas     | El grito                        | Leobardo López Arretche                                | 1968           | Documental de la huelga estudiantil. Varios profesores de la UNAM decidieron participar en la huelga mediante la filmación, buscando romper el control que el gobierno tenía sobre la prensa.                                                                                        | Grabado en México, sobre hechos mexicanos y hecho por un mexicano.                                 |
| Películas     | 2 de octubre, Aquí México       | Óscar Menéndez                                         | 1970           | Captura los eventos del movimiento estudiantil del día 2 de octubre de 1968 y el ambiente social de México tras la masacre de Tlatelolco. | Grabado en México, sobre hechos mexicanos y hecho por un mexicano.                                 |
| Películas     | Crates                          | Alfredo Josjowicz                                      | 1970           | Narra la vida de un hombre que abandona toda pertenencia para llevar una vida marginal y contemplativa, se buscaba eliminar el discurso político, pero esta renuncia construye un modelo de reflexión sobre la realidad posterior al 68.                                             | Grabado en México, sobre hechos mexicanos y hecho por un mexicano.                                 |
| Películas     | Quizá siempre si me muera       | Federico Weingartshofer                                | 1970           | Primer largometraje de ficción del CUEC, habla de los efectos que el 68 había tenido en la juventud del momento. | Grabado en México, sobre hechos mexicanos y hecho por un mexicano.                                 |
| Películas     | Tómalo como quieras             | Carlos González Morantes                               | 1971           | En este filme vemos el encierro de un profesor y dos estudiantes en la Ciudad Universitaria, como metáfora del encierro juvenil posterior a la derrota del movimiento. | Película de ficción hecha por un mexicano, ambientado en México, aludiendo a conflictos mexicanos. |
| Películas     | El cambio                       | Alfredo Josjowicz                                      | 1971           | Una gran metáfora que habla de cómo nos es casi imposible evadir la realidad política. | Película de ficción hecha por un mexicano, ambientado en México, aludiendo a conflictos mexicanos. |
| Películas     | México, la revolución congelada | Raymundo Gleyzer                                       | 1971           | Sobre la revolución mexicana. | Grabado en México, sobre hechos mexicanos.                                                         |
| Películas     | Historia de un documento        | Óscar Menéndez                                         | 1971           | Documental sobre la Prisión Preventiva en México (Palacio de Lecumberri) donde se tenían a los presos políticos después del movimiento estudiantil de 1968. | Grabado en México, sobre hechos mexicanos y hecho por un mexicano.                                 |
| Películas     | La derrota                      | Carlos González Morantes                               | 1973           | Los obreros de una empresa hacen una huelga y son masacrados. Un periodista trata de defenderlos y también es asesinado. | Película de ficción hecha por un mexicano, ambientado en México, aludiendo a conflictos mexicanos. |
| Películas     | Meridiano 100                   | Alfredo Joskowicz                                      | 1974           | El entorno de la militancia guerrillera. El director alude al momento político de México de la época. | Grabado en México, sobre hechos mexicanos y hecho por un mexicano.                                 |
| Películas     | Cosas de mujeres                | Rosa Martha Fernández                                  | 1975 -1978     | Filme que denuncia el problema del aborto clandestino en México, la historia va de lo personal a lo internacional. | Falso documental hecho por una mexicana, ambientado en México, aludiendo a conflictos mexicanos.   |
| Películas     | Rompiendo el silencio           | Rosa Martha Fernández                                  | 1979           | Nos cuenta por medio de testimonios, la historia de dos mujeres violadas y también se ve la contraparte del presunto violador. Se analiza el grave problema de la violación y vemos las opiniones de diversos grupos, como la iglesias el apartado judicial y el publico en general. | Falso documental hecho por una mexicana, ambientado en México, aludiendo a conflictos mexicanos.   |
| Películas     | Yalaltecas                      | Sonia Fritz Macias                                     | 1984           | Se habla de la toma del Palacio Municipal por la comunidad de la sierra Zapoteca. | Grabado en México, sobre hechos mexicanos y hecho por una mexicana.                                |
| Películas     | Tejiendo mar y viento           | Teófila Palafox, Luis Lupone Fasano y Alberto Bacerrin | 1987           | En este documental vemos la creación del primer Taller de Cine Indígena, impartido a mujeres artesanas de San Mateo del Mar, Oaxaca. | Documental hecho por mexicanos, ambientado en México, aludiendo a conflictos mexicanos.            |
| Películas     | En el hoyo                      | Juan Carlos Rulfo                                      | 2006           | Documental apoyado por el gobierno, cuenta las historias de los trabajadores del segundo piso del anillo periférico de la CDMX. | Grabado en México, sobre hechos mexicanos y hecho por un mexicano.                                 |
| Cortometrajes | Únete pueblo                    | Óscar Menéndez                                         | 1968           | Manifestación del movimiento estudiantil del 68. | Grabado en México, sobre hechos mexicanos y hecho por un mexicano.                                 |
| Cortometrajes | La vida de una familia Ikoods   | Teófila Palafox                                        | 1988           | Se muestra el resultado del Primer taller de cine indígena, mostrado en Tejiendo mar y viento (1987). | Grabado en México, sobre hechos mexicanos y hecho por una mexicana.                                |
| Cortometrajes | Las ollas de San Marcos         | Teófila Palafox                                        | 1995           | Nos habla del proceso que lleva elaborar ollas de barro por mujeres del área de Zacatecas. | Grabado en México, sobre hechos mexicanos y hecho por una mexicana.                                |
| Cortometrajes | Curaciones Ikoods               | Teófila Palafox                                        | 1995           | - | Grabado en México, sobre hechos mexicanos y hecho por una mexicana.                                |
| Cortometrajes | La cobertura encubierta         | Irma Ávila Pietrasanta                                 | 2000           | Parte de la serie: Cronicas de una Huelga. Hablan del desarrollo de la huelga estudiantil de la UNAM de 1999 al 2000. | Grabado en México, sobre hechos mexicanos y hecho por una mexicana.                                |